# Bombycodes
Bombycodes is een geslacht van vlinders van de familie spanners (Geometridae), uit de onderfamilie Ennominae.

## Soorten
- B. aspilaria Guenée, 1858
- B. fumosa Warren, 1894